# Марк Ноний Муциан Публий Дельфий Перегрин
Марк Ноний Муциан Публий Дельфий Перегрин (лат. Marcus Nonius Mucianus Publius Delfius Peregrinus) — римский политический деятель первой половины II века.
Происходил из рода Нониев из Вероны или Бриксии. Относился к Побилиевой трибе. Его отца звали Марк. Имел связи со многими сенаторскими италийскими родами. Муциан начал свою карьеру в начале правления императора Адриана в качестве военного трибуна X Охраняющего пролив легиона. Затем он последовательно занимал должности квестора, эдила, претора, легата провинции Азия. Даты его пребывания на этих постах неизвестны. В 138 году Муциан был консулом-суффектом вместе с Публием Кассием Секундом. Также он был патроном Вероны. О дальнейшей его биографии нет никаких сведений.